# Chapelle Saint-Yves du Merzer
La chapelle Saint-Yves est un édifice situé à Le Merzer, en France.

## Localisation
La chapelle est située sur le territoire de la commune de Le Merzer, au lieu-dit Traou Hubert, dans le département  des Côtes-d'Armor, en région Bretagne.

## Description
La chapelle est un petit édifice mentionné dans un aveu de 1571. La chapelle actuelle date du XVIe siècle, elle a été restaurée aux XVIIIe et XIXe siècles.

## Historique
La chapelle et son placître sont inscrits au titre des monuments historiques par arrêté du 8 septembre 1965.